# 上毛凤丫蕨
上毛凤丫蕨（学名：Coniogramme suprapilosa）为裸子蕨科凤丫蕨属下的一个种。